# خالد بن سلطان بن صقر القاسمي
خالد بن سلطان القاسمي، هو أول حاكم لإمارة الشارقة، ومؤسس سلالة آل خالد حكام إمارة الشارقة حاليا، حكم الإمارة من 1866 إلى 1868 خلفا لوالده سلطان الأول بن صقر القاسمي (حاكم إمارة القواسم حتى عام 1866).
كانت فترة حكمه القصيرة أكثر ما يلفت النظر في وسائل انضمامه، والتي تضمنت مقتل ابن أخيه، وكذلك وفاته، على يد أبو ظبي الشيخ زايد بن خليفة آل نهيان في قتال واحد.

## الانضمام
بوفاة عبد الله بن سلطان القاسمي أثناء القتال من أجل الحمرية عام 1855، إدارة الشارقة (برئاسة قبيلة واتحاد القاسمي،  سلطان بن صقر القاسمي) سقط على الوالي، محمد بن صقر القاسمي، حفيد سلطان بن صقر.
وشرع خالد بن سلطان في التآمر على محمد بن صقر الذي كان ابن أخيه. في ذلك الوقت، كان سلطان بن صقر في مرحلة الخرف وفقد القدرة على السمع والذاكرة ولم يشارك في الإجراءات إلا قليلاً أو لم يشارك على الإطلاق. بحلول عام 1859، كان خالد قد جمع دعمًا قويًا من عائلات البلدة وأصبحت المنطقة مقسمة فعليًا بين مجموعتين، واحدة تدعم محمد والأخرى تدعم خالد.
انطلق خالد ومحمد معًا إلى الصحراء في أواخر عام 1860، وأطلق خالد النار على محمد، وألقى بجثته في البئر. سعيًا للحصول على اعتراف بريطاني بانضمامه إلى العرش، رُفض حيث رفض المقيم التحدث "مع شخص مؤخرًا وملوث بشكل مخيف".

### حاكم الشارقة ورأس الخيمة
توفي سلطان بن صقر القاسمي عام 1866 عن عمر يناهز 85 عاماً، وأعلن خالد نفسه شيخاً مستقلاً للشارقة، بينما أعلن إبراهيم بن سلطان القاسمي نفسه شيخاً لرأس الخيمة. ومع ذلك، في مايو 1867، قاد خالد هجومًا ناجحًا على رأس الخيمة، وطرد إبراهيم وأعلن نفسه حاكمًا. إعيد دمج مدينة رأس الخيمة وتوابعها في الشارقة.

ووقع عدد من الاشتباكات بين القوات الموالية للشارقة بقيادة خالد وقوات أبو ظبي بقيادة زايد بن خليفة آل نهيان. في أبريل 1868، خلال أحد هذه النزاعات المسلحة مع أبو ظبي، تقدم الشيخ زايد أمام قواته وتحدى خالد بن سلطان في قتال فردي. أصاب زايد خالد بجروح قاتلة وتوفي في ذلك الشهر. وخلفه سالم بن سلطان القاسمي.